# Mouette Barboff
Mouette Barboff (Paris, França, 1941 - 22 de março de 2021) foi uma antropóloga social e escritora francesa, estudiosa da cultura e tradições do pão português e do trabalho das mulheres neste campo da gastronomia. Galardoada nos Gourmand Awards.

## Percurso
Barboff nasceu em Paris (França) em 1941 e faleceu no dia 22 de março de 2021.
Barboff iniciou a sua pesquisa sobre o pão português, no início da década de 80 do século passado, quando conheceu o pão alentejano e da Serra da Estrela. Barboff pretendia estudar o artesanato dos pastores no Alentejo e foi nesse momento que percebeu que em Portugal ainda existia a tradição das mulheres amassarem o pão.
Nos seus estudos sobre o pão, Barboff pretendia estudar etnograficamente não apenas o fabrico do pão, mas todo o ciclo que envolve o pão desde o seu cultivo, à confeção e ao seu consumo. Geograficamente, Barboff iniciou os seus estudos no Alentejo, mas a sua pesquisa alargou-se às tradições e histórias do pão em Portugal, tendo realizado trabalho de campo durante dez anos em quatro comunidades: estudou o pão de trigo na cooperativa Estrela Vermelha, no Alentejo, criada pelos trabalhadores agrícolas a seguir à Reforma Agrária portuguesa; em Castro Laboreiro e Soajo, no Alto Minho, estudou o pão de mistura e a broa de milho e no Sabugueiro, na Serra da Estrela, estudou o pão de centeio feito por mulheres numa comunidade agropastoril.
Em 2004, Barboff defende a sua tese de doutoramento em Etnologia e Antropologia Social, na École des Hautes Études en Sciences Sociales de Paris tendo como tema um estudo sobre o pão português. A sua tese dá mais tarde origem a duas obras sobre o pão O pão em Portugal: o livro que cheira a pão e Pão das mulheres: o pão legítimo.
No seu último trabalho, publicado em 2019 e intitulado Reminiscências Cripto-Judaicas nas Alheiras Transmontanas, Barboff investigou a origem das origem das alheiras transmontanas tendo concluído e defendido que estas são  de origem judaica. 
Barboff foi bolseira da Fundação Calouste Gulbenkian, tendo sido igualmente fundadora e presidente (durante dez anos) da associação científica L’Europe, Civilisation du Pain e do site online Les Civilisations du Pain (do qual também era administradora), que pertence à Fondation Maison des Sciences de I’Homme, de Paris.

## Obra
Barboff escreveu sobretudo sobre pão e realizou algumas exposições de cariz etnográfico .
Livros
- 2005 - O milagre das águas: o terramoto, ISBN 972-8740-21-2
- 2005 - Terra mãe: terra pão, catálogo da exposição homónima que ocorreu no Ecomuseu do Seixal, nos anos 1995 e 1996,  ISBN 9789727801688
- 2006 - Pains d’hier et d’aujourd’hui, ISBN 9782842302610
- 2008 - O pão em Portugal: o livro que cheira a pão, ISBN 9789727971794
- 2011 - A tradição do pão em Portugal, ISBN 9789728968373
- 2017 - Pão das mulheres: o pão legítimo, apresentado, em Portugal, no Dia Internacional da Mulher, ISBN 9789727805884
- 2017 - O pão em Portugal: o livro que cheira a pão, ISBN 9789898410665
- 2019 - Reminiscências Cripto-Judaicas nas Alheiras Transmontanas, ISBN 9789899971431.

Exposições de Fotografia
- 1995 - Terra mãe: terra pão, no Ecomuseu do Seixal
- 2011 - Pão Caseiro, Pão Festivo, no Museu Municipal de Santiago do Cacém
- 2012 - Pão Caseiro, Pão Festivo, no Museu Etnográfico do Torrão em Alcácer do Sal

## Reconhecimentos
Barboff é considerada uma das maiores investigadoras da cultura e tradições do pão em Portugal, de França e de outros países europeus, tendo igualmente recebido diversos galardões.
- 2007 - Primeiro prémio de Gourmand Awards com o livro Pains d’hier et d’aujourd’hui.
- 2012 - Primeiro prémio de Gourmand Awards, na categoria "melhor livro do mundo sobre Pão" com o livro A tradição do pão em Portugal.
- 2020 - Primeiro prémio (Portugal) e segundo prémio (Mundo) do Gourmand Awards, na categoria C16 Jewish, com o livro Reminiscências Cripto-Judaicas nas Alheiras Transmontanas.
- O pão em Portugal;o livro que cheira a pão é considerado um dos melhores livros de gastronomia em Portugal. [17]

## Ligações Externas
- Testemunho de José Avillez e da investigadora Mouette Barboff sobre o Pão.

- Mouette Barboff apresenta o livro “Reminiscências Cripto-Judaicas nas Alheiras Transmontanas” inspirado nas mulheres de Vinhais